# 華山派
華山派（かざんは）は、道教（全真道）の一派。中国五岳のひとつ華山を本拠とする。武俠小説では名門の一派として登場する。

## 現実の華山派
唐宋時代に登場し、活動していた。仙人と呼ばれた陳摶が代表的な人物。

## 武俠小説の華山派
金庸の武俠小説のいくつかで名門一派として登場する。
- 『倚天屠龍記』 (元末明初)では、少林派、武当派、峨嵋派、崑崙派、崆峒派とあわせて「六大門派」と呼ばれた。
- 『秘曲 笑傲江湖』（明代と推測）では、嵩山派、泰山派、衡山派、恒山派とあわせて「五岳剣派」と呼ばれた。華山派の掌門 (総帥）は「君子剣」の異名を持つ岳不群。
- 『碧血剣』 (明末清初)では、峨嵋派、崑崙派、点蒼派とあわせて「四大剣派」と呼ばれた。